# Midtre Gauldal
Midtre Gauldal là một đô thị hạt Trøndelag, Na Uy. Nó là một phần của khu vực Gauldal. Trung tâm hành chính của đô thị này là làng Støren. Midtre Gauldal được tạo ra như là một đô thị mới vào ngày 01 tháng 1 năm 1964 sau khi sáp nhập các đô thị cũ của Budal, Singsås, Soknedal, và Støren.
Huy hiệu có từ thời hiện đại. Huy hiệu đã được cấp vào ngày 17 Tháng 12 năm 1982. 